# マクロファージ
マクロファージ（Macrophage, MΦ）は白血球の1種。生体内をアメーバ運動する遊走性の食細胞で、死んだ細胞やその破片、体内に生じた変性物質や侵入した細菌などの異物を捕食して消化し、清掃屋の役割を果たす。とくに、外傷や炎症の際に活発である。また抗原提示細胞でもある。免疫系の一部を担い、免疫機能の中心的役割を担っている。
名称は、ミクロファージ（小食細胞）に対する対語（マクロ⇔ミクロ）として命名されたが、ミクロファージは後に様々な機能を持つリンパ球などとして再分類されたため、こちらのみその名称として残った。大食細胞、大食胞、組織球ともいう。
貪食細胞は、狭義にはマクロファージを意味するが、広義には食細胞を意味する。

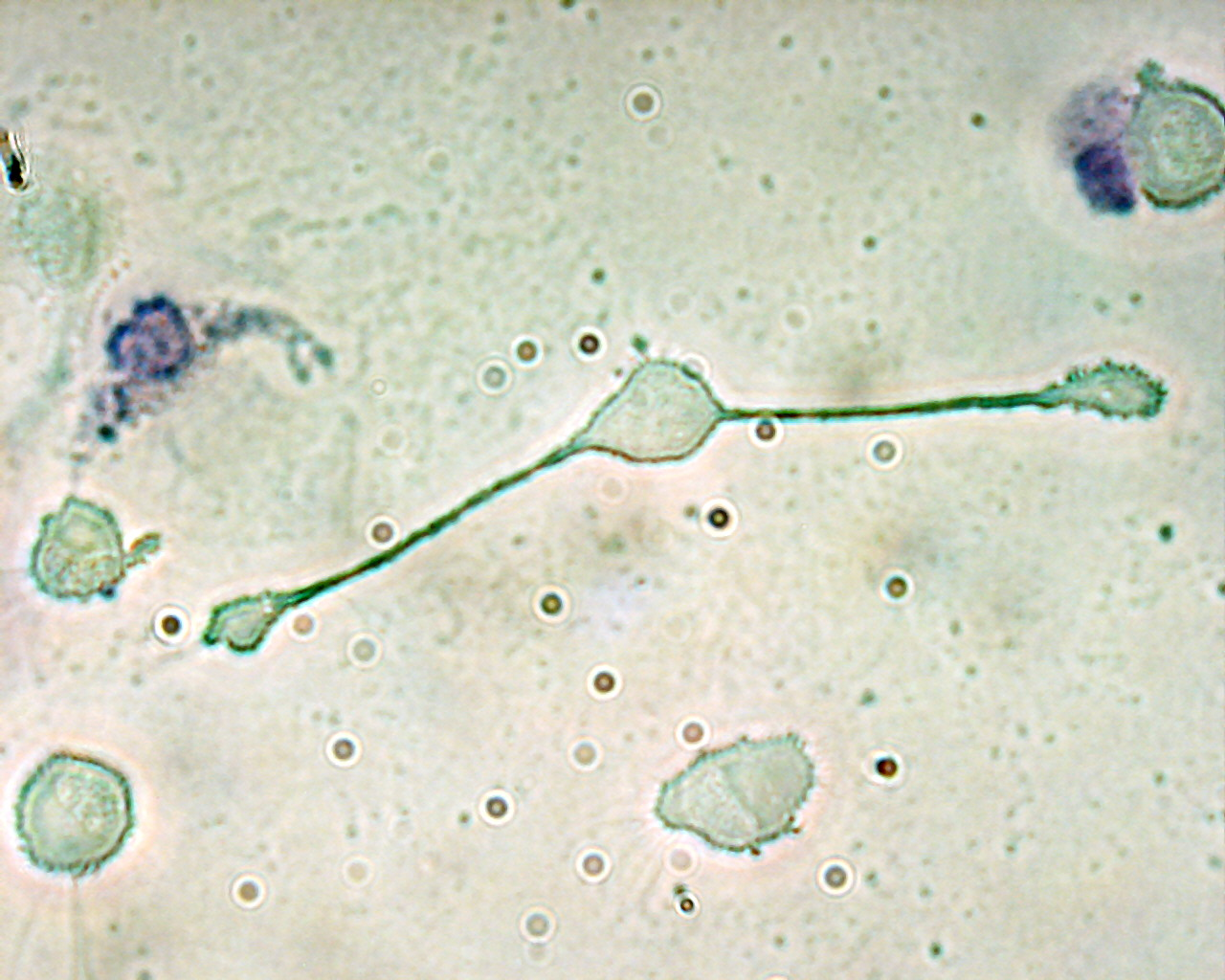
マウスのマクロファージ。病原体の可能性がある2つの粒子を捕食するため、細胞体を突起状に伸長させている。

## 発見
1892年、ロシア（現ウクライナ）の微生物学者・動物学者イリヤ・メチニコフ (1845-1916) は動き回り、ものを食べる細胞を発見し、マクロファージと命名した。この功績によりメチニコフは、1908年にノーベル生理学・医学賞を受賞している。

## 起源
マクロファージは血液中の白血球の5 %を占める単球（単核白血球）が分化することで生じる。造血幹細胞から分化した単球は骨髄で成熟し、血流に入ると炎症の化学仲介に関わる。単球は約2日間血中に滞在した後、血管壁を通り抜けて組織内に入り約8時間かけてマクロファージになる。組織に入ると、マクロファージは細胞内にリソソームを初めとした顆粒を増やし、消化酵素を蓄積する。マクロファージは分裂によっても増殖することができ、寿命は数ヶ月である。
進化上ではかなり早い段階から存在し、脊椎動物・無脊椎動物を問わずほぼ全ての動物に存在している。B細胞等他の白血球はマクロファージから進化しており、血管や心臓を構成する細胞とも起源は同じである。

## 機能

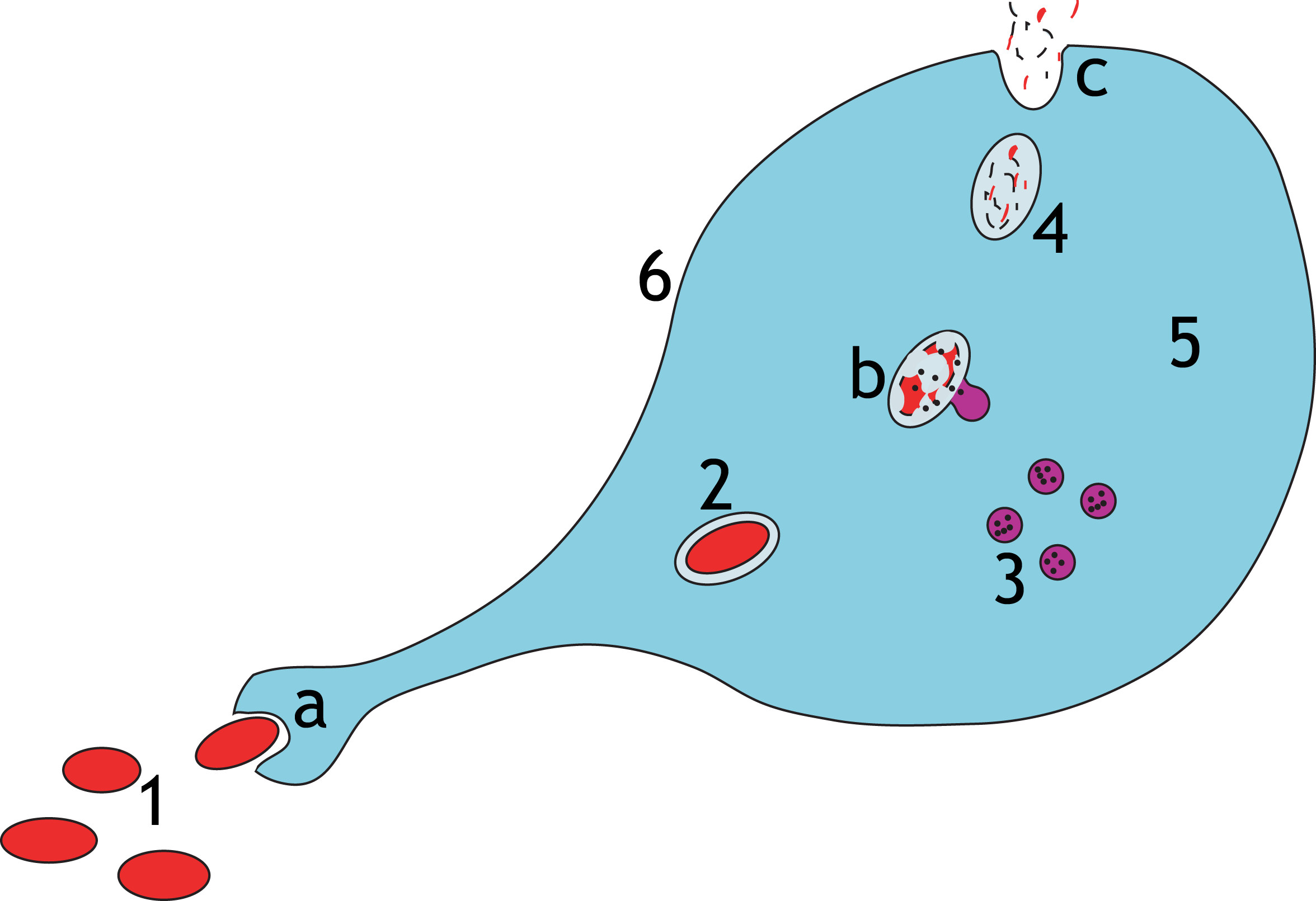
マクロファージによる食作用の経過
a. 貪食された異物が食胞（ファゴソーム）に取り込まれる
b. 食胞はリソソームと融合しファゴリソソームを形成、異物は酵素により破壊される
c. 残渣は細胞外に排出される（あるいは消化される）
----
1. 異物（病原体）、2. 食胞、3. リソソーム、4. 残渣、5. 細胞質、6. 細胞膜

### 食作用
マクロファージが細菌、ウイルス、死んだ細胞等の異物を取り込むことを食作用と呼ぶ。これがマクロファージの主要な機能である。この食作用の主な役割は病原体への対処と、細胞死の残骸の処理である。炎症の初期は好中球がになうが、後期になるとマクロファージが集まり死んだ細胞や細菌を食作用により処理する。
マクロファージが貪食した異物は小胞（食胞、Phagosome）の形で取り込まれる。細胞内で小胞はリソソームと融合し、リソソーム中に存在する様々な加水分解酵素の作用により分解される。

### 抗原提示
マクロファージは抗原を摂取すると、各種のサイトカインを放出し、特定のT細胞を活性化させる。マクロファージは、食作用によって取り込み、分解した異物をいくつかの断片にし、もともと細胞内に持っていたMHCクラスII分子 (MHC-II) と結合させ、細胞表面に表出させる。これをマクロファージによる抗原提示と呼ぶ。
マクロファージによる抗原提示のシグナルは、T細胞のなかでもヘルパーT細胞と呼ばれるリンパ球に伝達される。ヘルパーT細胞の表面には、CD4というヘルパーT細胞特有の表面タンパク質と、T細胞受容体 (TCR, T-cell receptor) と呼ばれる受容体タンパク質が存在しており、それぞれがマクロファージのMHC-IIと、マクロファージによって提示された抗原と結合することによって、ヘルパーT細胞が活性化される。T細胞受容体の構造は、そのヘルパーT細胞ごとに異なっており、マクロファージによって提示された抗原断片とぴったり合う受容体を持つヘルパーT細胞だけが活性化される。
活性化したヘルパーT細胞は、インターロイキンやリンフォカイン等のサイトカインを生産することでマクロファージを活性化するとともに、自分が認識するものと同じ抗原を認識するB細胞を活性化させる。活性化したB細胞は形質細胞に分化して増殖し、抗原に対応する抗体を作成し、放出する。抗体は抗原に特異的に結合し抗体-抗原複合体を作る。マクロファージはこの抗体-抗原複合体に引きつけられ、そしてこの複合体を貪食する。抗体の結合した細菌やウイルスはマクロファージにとって非常に能率よく食すことができるものとなる。この際T細胞はリンフォカインを放出するなどしてマクロファージを活性化したり、B細胞の増殖、分化を助ける。

### 活性化
マクロファージはT細胞の生産するサイトカインを受け取ることにより活性化する。サイトカインとは抗原と接触したT細胞及び一部の他の白血球が生産する物質のことで、主な標的はマクロファージである。サイトカインは様々なタンパク質より成り、大食細胞起動要素 (maf)、大食細胞遊走阻止因子 (mmif)、免疫複合物、c3b、様々なペプチド、多糖類、免疫補助等が存在する。
ある種のサイトカインは単球の成熟を促進し、マクロファージを増殖させ食作用を活性化する、またあるものはマクロファージを集め抗原を攻撃させる。これらの働きにより炎症反応が強くなる。
マクロファージの活性化の分類は、現在少なくとも2種類存在することが知られている。LPSとIFN-gによる古典的活性化 (M1) とIL-4やIL-13による選択的活性化 (M2) である。M1マクロファージは主に炎症を促進させるが、M2マクロファージは主に炎症を抑制・収束させる。一般的に、まずM1が先に誘導され異物や病原体などを炎症もろとも攻撃し、M2が後片付けおよびブレーキをするような仕組みである。このためM2は抑制性インターロイキンIL-10やTGF-βといった制御性サイトカインを産出する。
マクロファージが放出するサイトカインは血管の細胞に対して作用し細胞間の間隔を広げることで血液中から免疫細胞が出てくるのを促進させる効果がある
肥満人では、脂肪細胞からM1マクロファージの活性化因子が誘導されやすいことが知られている。
しかし、より最近の分類では古典的活性化マクロファージ、創傷治癒マクロファージ、制御性マクロファージの３つあるいはその中間的な活性化状態が存在すると考えられており、マクロファージの活性化の多様性が議論されている(Nat rev immunol 2008 Vol.8 958-969)。

### その他
マクロファージは食作用以外にも色々な機能があり、マクロファージの一種である破骨細胞は、酸や加水分解酵素を分泌し骨を分解する。脳に存在する小膠細胞にも様々な働きがある。
皮膚に存在する組織球（表皮内大食細胞）や肝臓のクッパー（クッペル）星細胞、肺胞に存在する塵埃細胞（肺胞大食細胞）もマクロファージの一種である。

## 病気における役割
マクロファージは、動物が病原体による感染から身を守る感染防御の機構において、その初期段階での殺菌を行うとともに、抗原提示によって抗体の産生を行うための最初のシグナルとして働くなど、重要な恒常性維持機構の一角を担っている。
その一方で、過剰な活性化などのマクロファージ機能の異常は、免疫システムの多くの病気に関わっている。例えば、炎症壊死を起こした組織を覆い、肉芽腫を形成する。また、アテローム性動脈硬化が進行する上でも重要である。マクロファージの役割の1つとして、血管壁にたまった変性コレステロールの処理があるが、変性コレステロールが処理しきれないほど多く存在する場合、血管壁の下に潜りこんだまま泡沫化しその場に沈着する。これがアテローム性動脈硬化の原因である。
また一部の病原細菌やウイルスには、マクロファージによる貪食作用を回避する機能を獲得しているものがある。細菌では、リステリア、赤痢菌、チフス菌、レジオネラ、結核菌などがその代表である。またウイルスでは、エイズの病原体であるヒト免疫不全ウイルス (HIV) が、CD4分子を発現している免疫細胞であるヘルパーT細胞とマクロファージに感染する。マクロファージには強い殺菌作用があるものの、殺菌を免れた特定の病原体は、他の免疫細胞からの攻撃も抗体による作用も及ばないそのマクロファージ細胞内に感染することにより、宿主体内において遊走・拡散を続け、その病原性の発揮に関与する。例えば、チフス菌は腸管に侵入した後、腸間膜リンパ節のマクロファージに感染後、血流に入り込んで、全身性の感染症（菌血症）を引き起こす。また結核菌やHIVは、同様に潜伏感染し、長時間が経過してから重篤な病状が現れる。